# 조구 (조위)
범양민왕 조구(范陽閔王 曹矩, ? ~ ?)는 후한 말기의 인물이자 조위의 추존 제후왕으로, 조위 무제의 아들이다.

## 생애
일찍 죽었으며, 자식이 없었다. 건안 22년(217년), 조카 조민이 임진후(臨晉侯)에 봉해져 양자로 입적되었다.
조위 건국 후 범양민공(范陽閔公)으로 추존되었고, 이후 왕으로 승격되었다.

## 출전
- 진수, 《삼국지》 권20 무문세왕공전

| 전임 - | 조위의 범양왕 (추존) | 후임 (사실상) 양자 조민 |

## 같이 보기
- 삼국지 인물 목록